# Naughty America
Naughty America (Deutsch: Unartiges Amerika) ist ein Unternehmen mit Sitz in den USA, das kostenpflichtige pornografische Websites betreibt. Die Produktionsstudios sind im kalifornischen Los Angeles und das Corporate Office ist im kalifornischen San Diego. Naughty America gehört zur La Touraine, Inc.
Im August 2019 enthielt Naughty America 9.631 Sexszenen mit 2.564 unterschiedlichen Darstellern verteilt auf 62 Portale und zählt damit zu den größten Porno-Websites im Internet.
Die bekanntesten und erfolgreichsten Websites sind My First Sex Teacher, My Sister's Hot Friend, Diary Of A Milf, Diary Of A Nanny, Housewife 1 on 1, My Friends Hot Mom, Seduced By A Cougar, Naughty Athletics, Naughty Book Worms, Naughty Office, die unterschiedlichen Genres wie MILF und Cougar zugeordnet werden können.

## DVD
Die Szenen der Genre-orientierten Websites werden mittlerweile aufgrund des großen Erfolgs auch als Sammlungen auf DVD herausgebracht, die den gleichen Titel der jeweiligen Website tragen, beispielsweise:
- Naughty Book Worms
- My Friend’s Hot Mom
- Diary Of A MILF
- My First Sex Teacher
- Seduced By a Cougar
- Naughty Office
- My Sister´s Hot Friend
- Diary of a Nanny

## Rankings
Alexa Internet führt die Website naughtyamerica.com mit dem Rank 3.884 (Stand: 2018) aller Websites weltweit nach Seitenaufrufen.

## Darstellerinnen
Bekannte Darstellerinnen von Naughty America sind:
- Ava Devine
- Nikki Benz
- Lisa Ann
- Amber Lynn
- Bree Olson
- Carmella Bing
- Devon Michaels
- Eva Angelina
- Gianna Michaels
- Ice LaFox
- Jada Fire
- Julia Ann
- Katja Kassin
- Kylie Ireland
- Monica Mayhem
- Monica Sweetheart
- Nina Hartley
- Penny Flame
- Rita Faltoyano
- Roxy Jezel
- Sandra Romain
- Sasha Grey
- Shyla Stylez
- Teagan Presley
- Vanessa Blue
- Brianna Love
- Vicky Vette
- Alektra Blue
- Alexis Texas
- Tori Black
- Kendra Lust

## Auszeichnungen
- 2008: AVN Award „Best Ethnic-Themed Series (Asian)“ für die Filmreihe Asian 1 on 1
- 2012: Erotic Lounge Award – Beste Serie[2] für die Filmreihe Tonight's Girlfriend